# Vindobona

Mapa de Vindobona alrededor 250 Un.D.

Vindobona (del galo windo- "blanco" y bona "base/fondo") fue un campamento militar romano de la provincia de Panonia, localizado en el sitio de la moderna ciudad de Viena en Austria. El área del asentamiento adquirió el nuevo nombre de Berghof en el siglo XIII, que ahora se conoce como Alter Berghof (el Viejo Berghof).
Alrededor del año 15 a. C., el reino de Noricum pasó a ser parte del Imperio romano, y a partir de entonces, el Danubio marcó la frontera del imperio. Los romanos construyeron fortificaciones y asentamientos en las orillas del río, incluyendo Vindobona, que contó con una población estimada de 15 000 a 20 000 habitantes.

## Historia

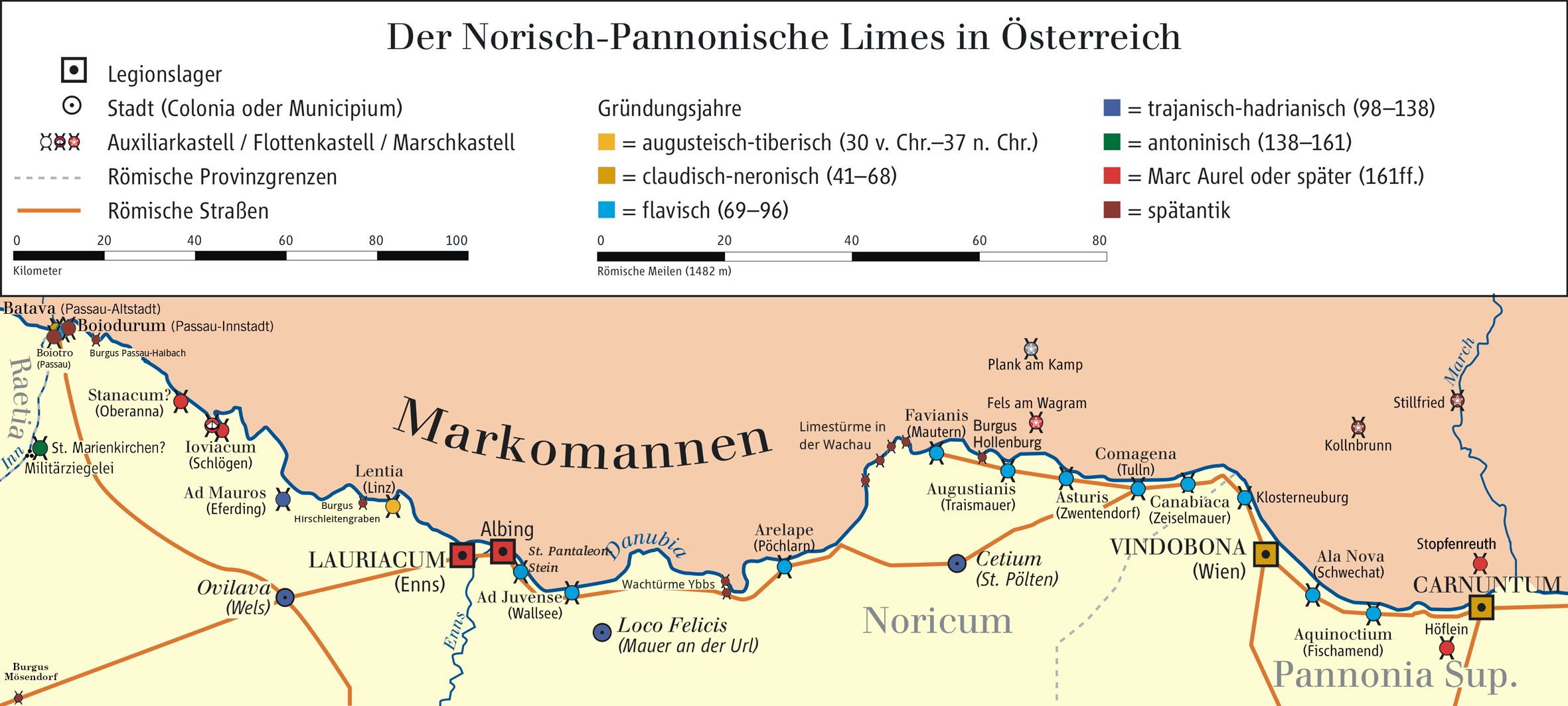
El limes del Danubio desde Recia hasta Panonia Superior, con Vindobona y el resto de los fuertes romanos.

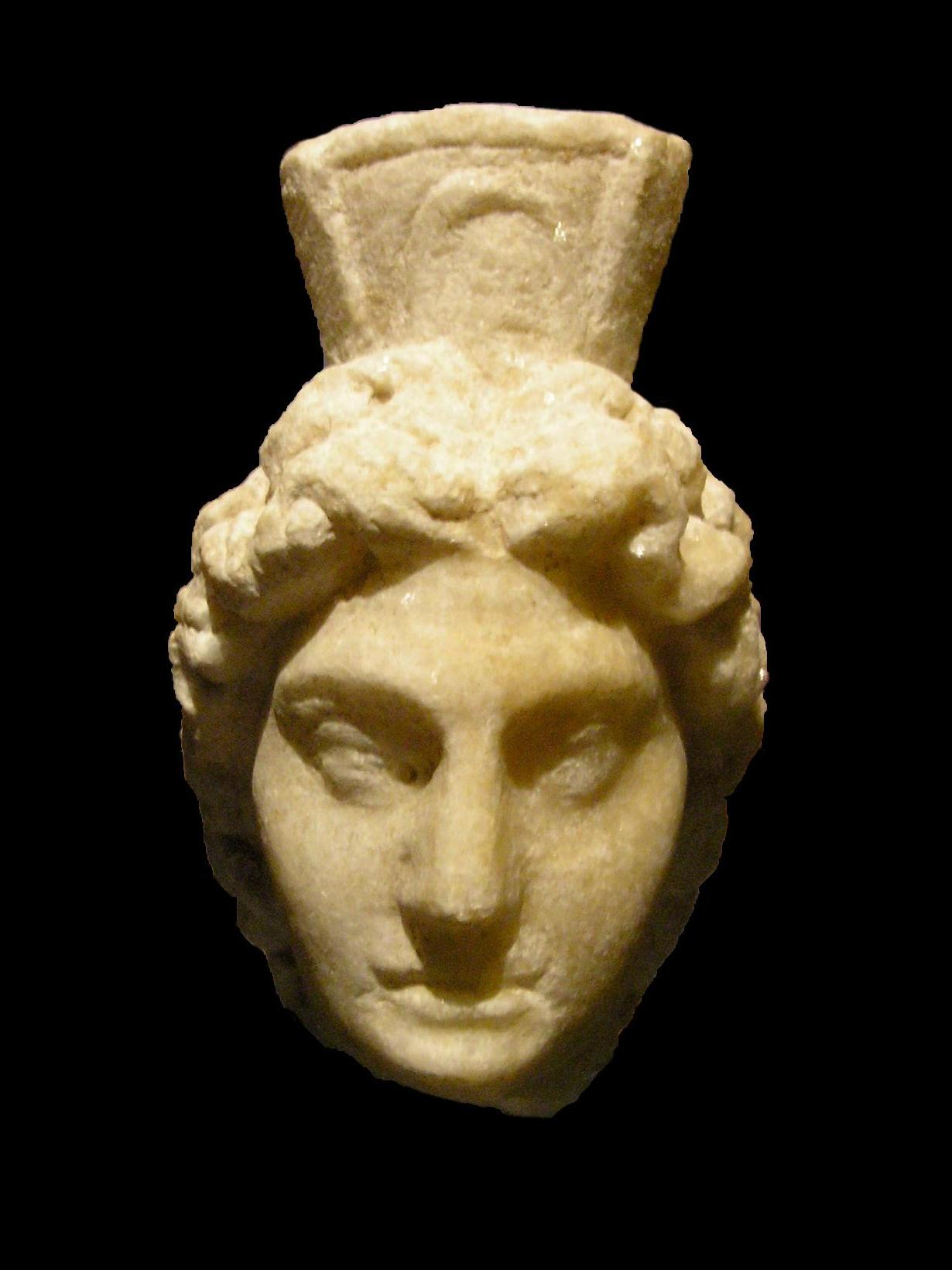
Cabeza de un genio encontrada durante excavaciones en Vindobona

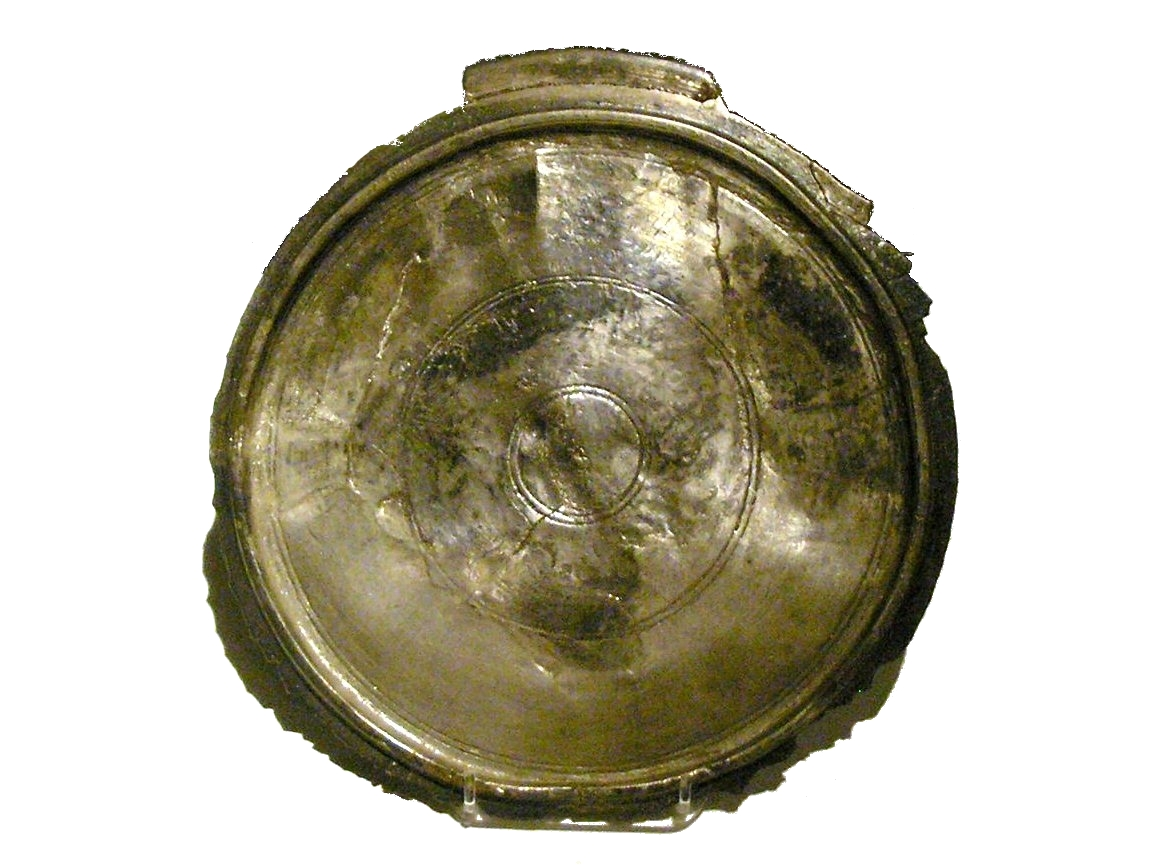
Vajilla de plata, parte de un tesoro encontrado en los alrededores de la calle Kärntner en 1945

Las primeras referencias a Vindobona fueron obra del geógrafo Ptolomeo en su Geografía y del historiador Aurelio Víctor, quien relató que el emperador Marco Aurelio murió en Vindobona el 17 de marzo de 180 de una enfermedad desconocida durante una campaña militar contra tribus germanas invasoras. Hoy día hay una calle que lleva su nombre (Marc-Aurelstraße, «calle Marco Aurelio») cerca del Hoher Markt vienés.
Vindobona era parte de la provincia romana de Panonia, cuyo centro administrativo regional era Carnuntum. Vindobona era un campamento militar con una ciudad civil adjunta, la canabae legionis. El complejo militar cubría un área de unas 20 hectáreas y albergaba a 6000 hombres donde ahora se encuentra el primer distrito de Viena. El Danubio marcaba la frontera del Imperio romano, y Vindobona formaba parte de una red defensiva que incluía los campamentos de Carnuntum, Brigetio y Aquincum. En la época del emperador Cómodo, cuatro legiones —X Gemina, XIV Gemina Martia Victrix, I Adiutrix y II Adiutrix— estaban estacionadas en Panonia.
Vindobona se abastecía de las villas romanas vecinas (villae rusticae). Alrededor de Vindobona se estableció un centro de comercio con una infraestructura desarrollada, al igual que la agricultura y la silvicultura. Las comunidades cívicas se desarrollaron fuera de las fortificaciones (canabae legionis), así como otra comunidad que era independiente de las autoridades militares en el tercer distrito actual.[cita requerida] También se ha demostrado que existió un asentamiento germánico con un gran mercado en el otro lado del Danubio desde el siglo II en adelante.[cita requerida].
El diseño asimétrico del campamento militar, que era inusual para los campamentos romanos rectangulares, todavía es reconocible en el plano de las calles de Viena: Graben, Naglergasse, Tiefer Graben, Salzgries, Rabensteig, Rotenturmstraße. El borde oblicuo a lo largo de la calle Salzgries, probablemente tiene su origen en una gran inundación del Danubio durante el siglo III que erosionó una gran parte del campamento. Se cree que el nombre "Graben" (alemán: zanja) se remonta a las zanjas defensivas del campamento. Se cree que al menos partes de los muros aún permanecían en la Edad Media, cuando se trazaron estas calles, y así determinaron sus rutas. El Berghof fue erigido más tarde en una esquina del campamento. 
La ciudad fue reconstruida después de las invasiones germánicas del siglo II, y siguió siendo sede del gobierno romano durante los siglos tercero y cuarto. La población huyó cuando los hunos invadieron Panonia en la década de 430 y el asentamiento fue abandonado durante varios siglos.

## Evidencia de la presencia romana en Vindobona

### Restos arqueológicos

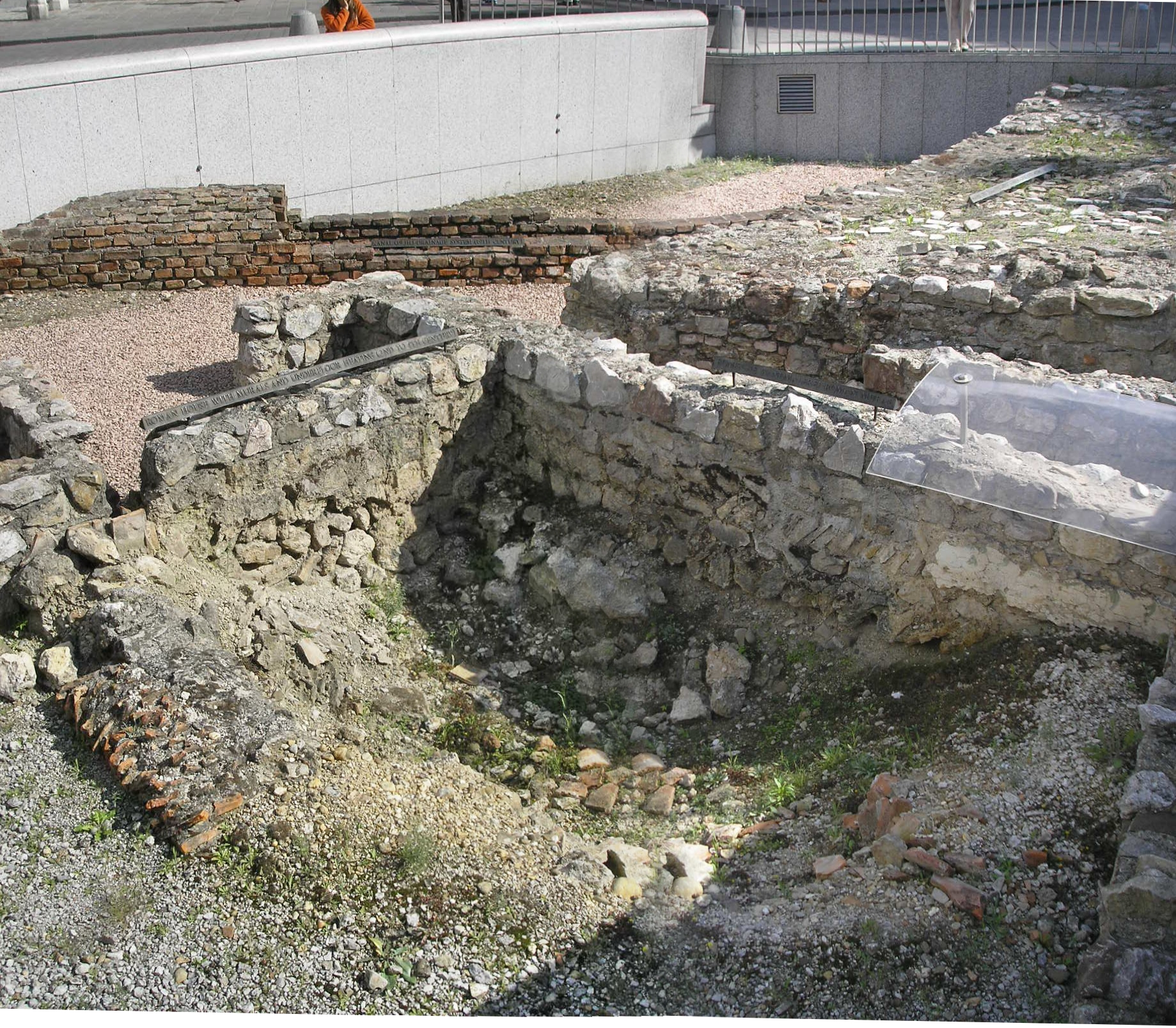
Restos del puesto de avanzada romano en Michaelerplatz

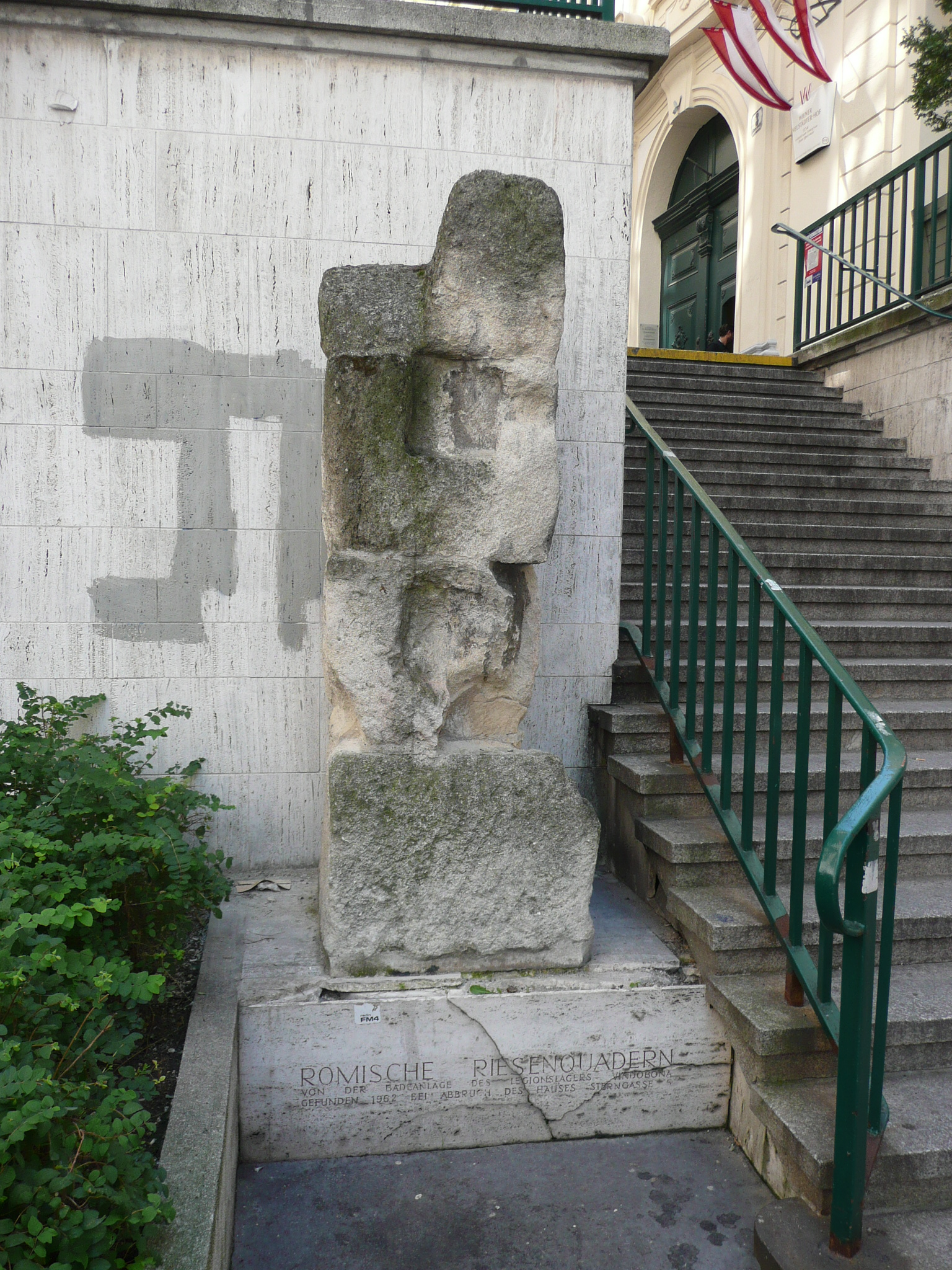
Piedras romanas de las termas en Sterngasse

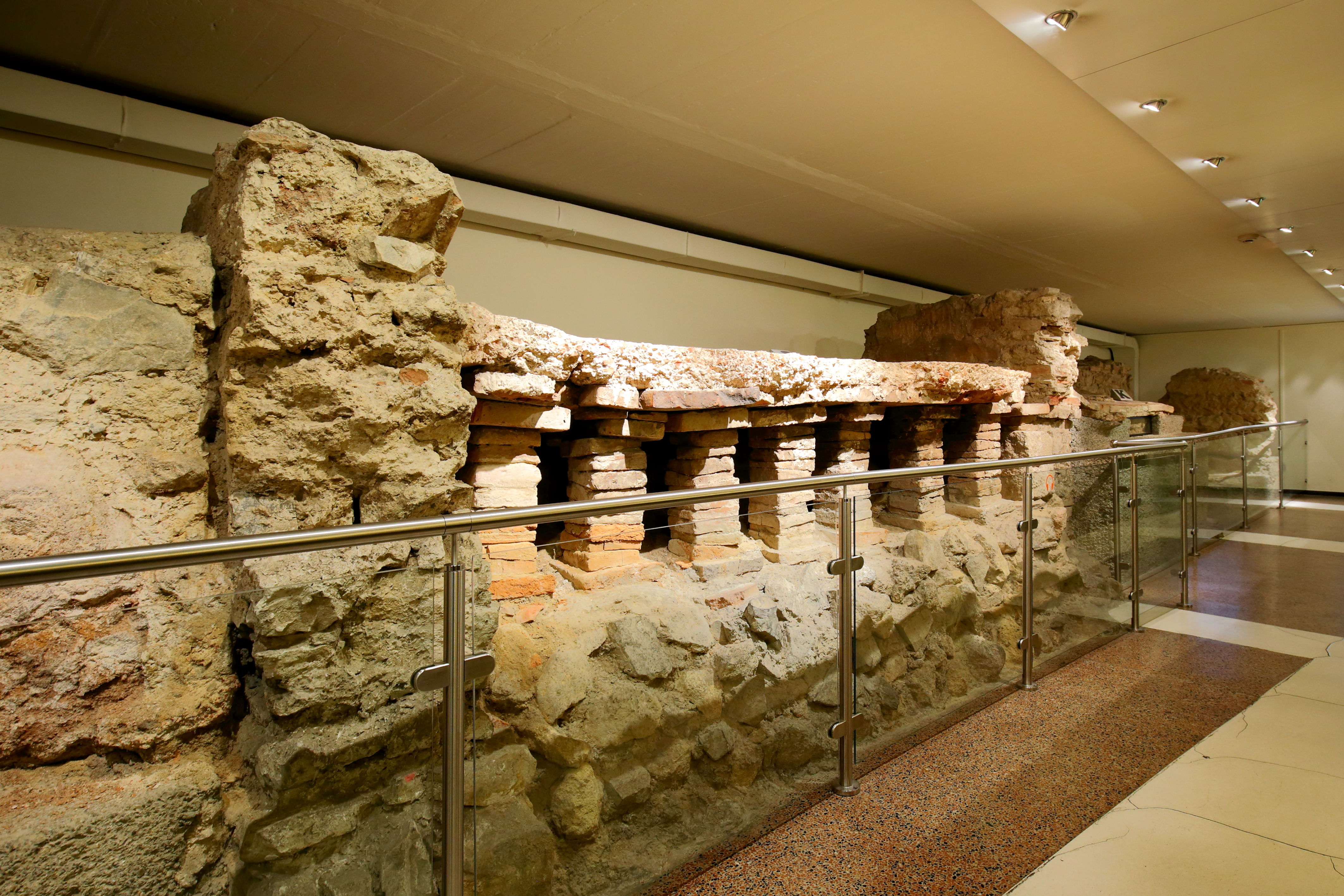
Restos de un hipocausto encontrado bajo el mercado Hoher

Se han encontrado restos del campamento militar romano en muchos sitios en el centro de Viena. El centro de la Michaelerplatz ha sido objeto de extensas investigaciones arqueológicas en las que se han encontrado rastros de un puesto avanzado de legionarios romanos (canabae legionis) y de una encrucijada. La forma del diseño actual de la plaza es una abertura rectangular que evoca las excavaciones arqueológicas en el sitio y muestra restos de paredes que se han conservado de diferentes épocas.
Bajo la estación de bomberos de Am Hof se encuentra parte de un sistema de canales romano.

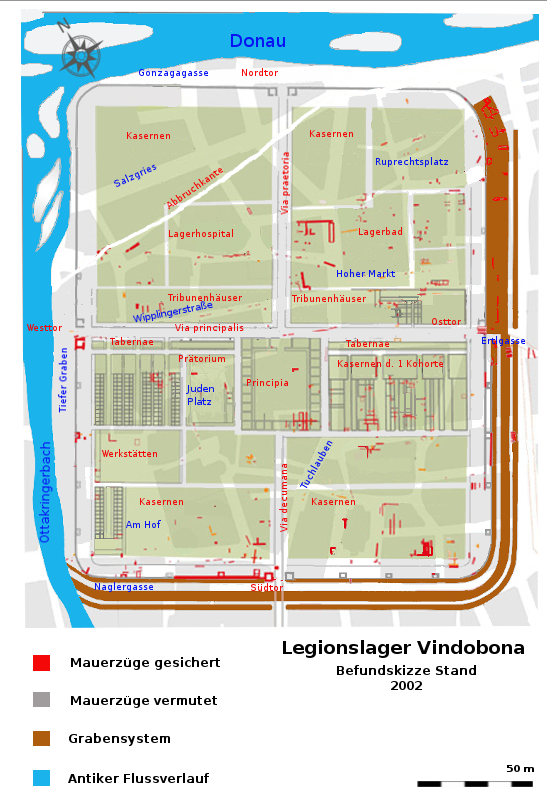
El campamento romano de Vindobona hacia 130, con los restos arqueológicos encontrados.

Directamente bajo el Hoher Markt se encuentran los restos de dos edificios desenterrados durante los trabajos de canalización de 1948-49 y que se hicieron accesibles al público. Después de una excavación posterior, se abrió una sala de exposiciones en 1961. Para este propósito, se tuvieron que retirar algunas de las paredes originales; las marcas blancas en el piso muestran dónde estaban.[cita requerida] En 2008, esta exposición de ruinas romanas fue ampliada para constituir el Museo de los Romanos. Sólo una porción pequeña hoy puede ser vista, ya que la mayor parte de los restos aún se halla bajo la plaza y al sur de la misma.
Los restos de la fecha de paredes de fases diferentes del siglo I al V d. C. Las casas eran villas romanas típicas, con estancias habitables y espacios dedicados al trabajo situados alrededor de un patio medio con salas columnadas.

### Evidencia de la presencia militar romana

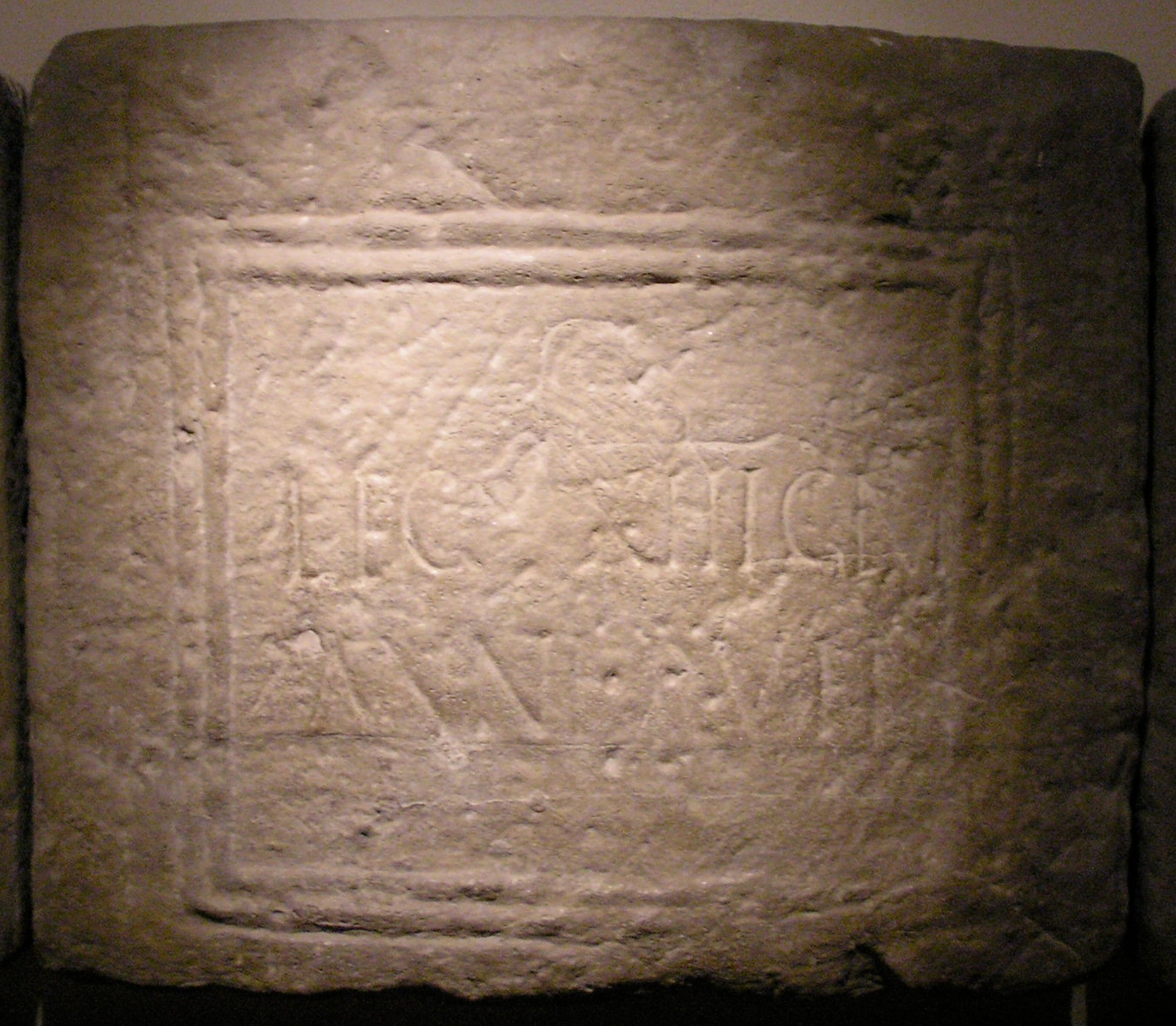
Estela dedicatoria con inscripciones que mencionan la Legio XIII Gemina

Más de 3,000 ladrillos estampados, varios monumentos de piedra y fuentes escritas demuestran que varias legiones, unidades de caballería y marines estaban estacionadaos en Vindobona. Alrededor del año 97, la Legio XIII Gemina construyó campamentos de legionarios. Debido a las guerras en Dacia, fueron retirados y redesplegados en el año 101, seguidos una década después por la Legio XIV Gemina Martia Victrix. En 114 la Legio X Gemina de Aquincum llegó y permaneció en Vindobona hasta el siglo V. 
Cerca de 6000 soldados fueron estacionados en el campamento romano.[cita requerida] Muchos de ellos estaban de baja del servicio activo durante tiempos de paz y ejercían otros trabajos.[cita requerida] Estos immunes (como se les conocía) eran necesarios para el suministro de bienes y para la producción y mantenimiento de armas y productos básicos. También extraían piedra de canteras y madera de bosques, producían ladrillos y daban mantenimiento a calles, puentes y sistema de acueductos. La administración del campamento y su seguridad requería mano de obra adicional.

### Alcantarillas romanas

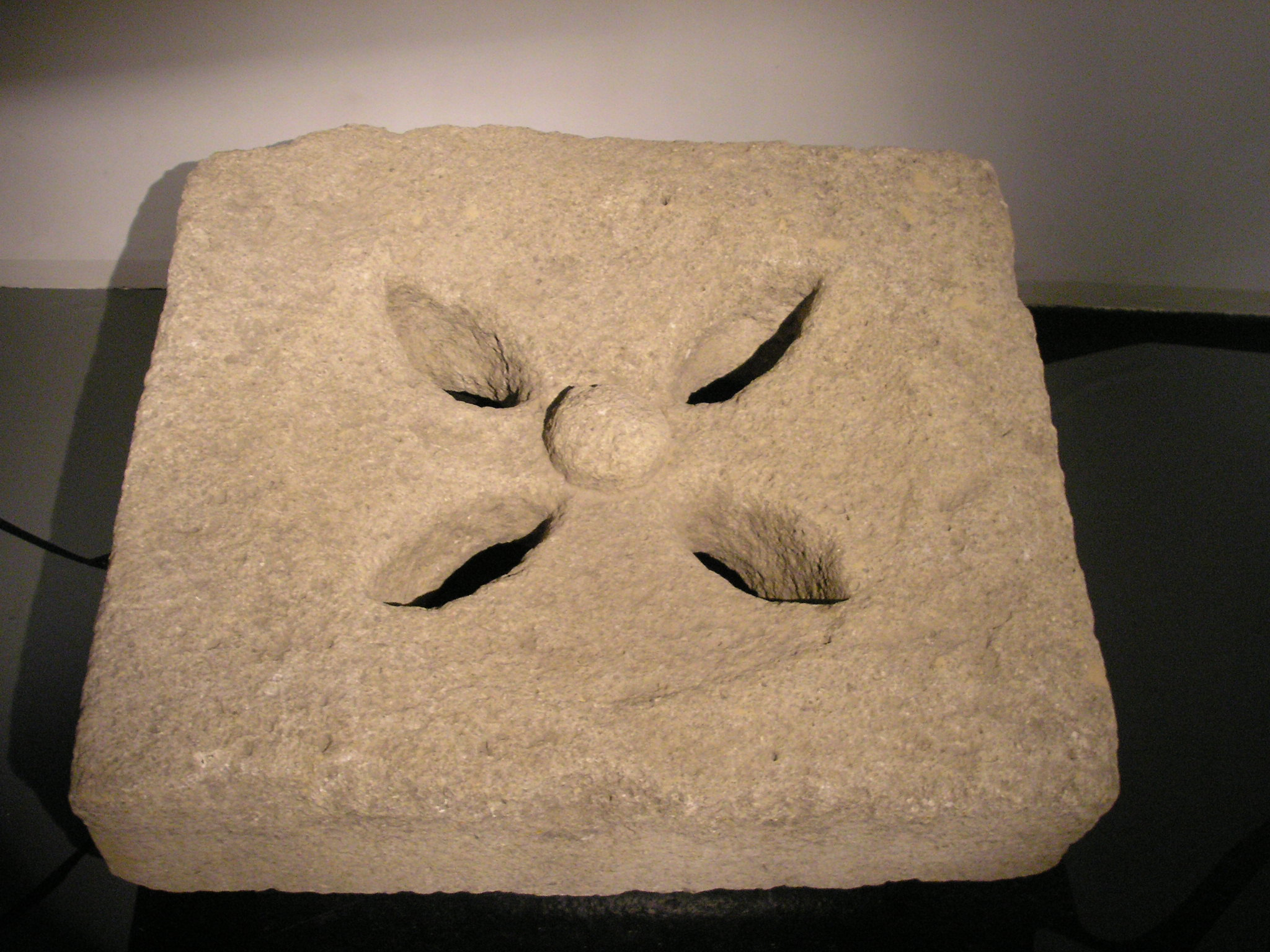
Tapa de alcantarilla. El suministro de agua apropiado y saneamiento eran vitales para el funcionamiento de la ciudad

Los romanos dotaron a sus ciudades, incluida Vindobona, con agua potable a través de un elaborado sistema de acueductos, canales y grandes tuberías subterráneas. Las excavaciones han revelado que Vindobona recibía suministro de agua a través de una tubería de 17 km de largo cuya fuente yacía en los Bosques de Viena alrededor de Kalksburg. Los pozos, las letrinas y las termas también recibían agua. Los edificios principales como la sede del comandante y el hospital se suministraban independientemente, al igual que el asentamiento fuera del campamento, donde los hogares tenían sus propios pozos de agua subterránea.[cita requerida]
Las excavaciones arqueológicas realizadas en los últimos 100 años han descubierto fragmentos del suministro de agua romano en las siguientes ubicaciones:
- En Zemlinskygasse: números 2-4 - (distrito 23, 1924)
- En Breitenfurter Straße: número 422 - (distrito 23, 1959)
- En Rudolf Zeller-Gasse/Anton-Krieger-Gasse - (distrito 23, 1992)
- En Atzgersdorf - (distrito 23, 1902–1907)
- En Tullnertalgasse: número 76 - (distrito 23, 1973)
- En Lainergasse: número 1 - (distrito 23, 1958)
- En Wundtgasse - (distrito 12, 1951)
- En Rosenhügelstraße: número 88 - (distrito 12, 1926)
- En Fasangartenstraße: número 49 - (distrito 12, 1916)
- En Pacassistraße - (distrito 13, 1928)
- En Sechshauserstraße: número 7 - (distrito 15, 1879 - hacia el primer distrito)

Los desechos del campamento romano se transportaban a través de un elaborado sistema de alcantarillado subterráneo que fue planificado desde el principio. Las alcantarillas estaban revestidas con paredes de ladrillo y placas, y corrían debajo de las calzadas principales. Se emplearon gradientes de tal manera que las aguas residuales descendían a través de los canales hasta el Danubio. Debido a que los canales tenían una profundidad de hasta dos metros, se podían limpiar con regularidad. Los desechos grandes probablemente se depositaban en la ladera del río. En el asentamiento civil, los desechos se depositaban en antiguos pozos de agua y vertederos.[cita requerida]

### Legado en las calles modernas

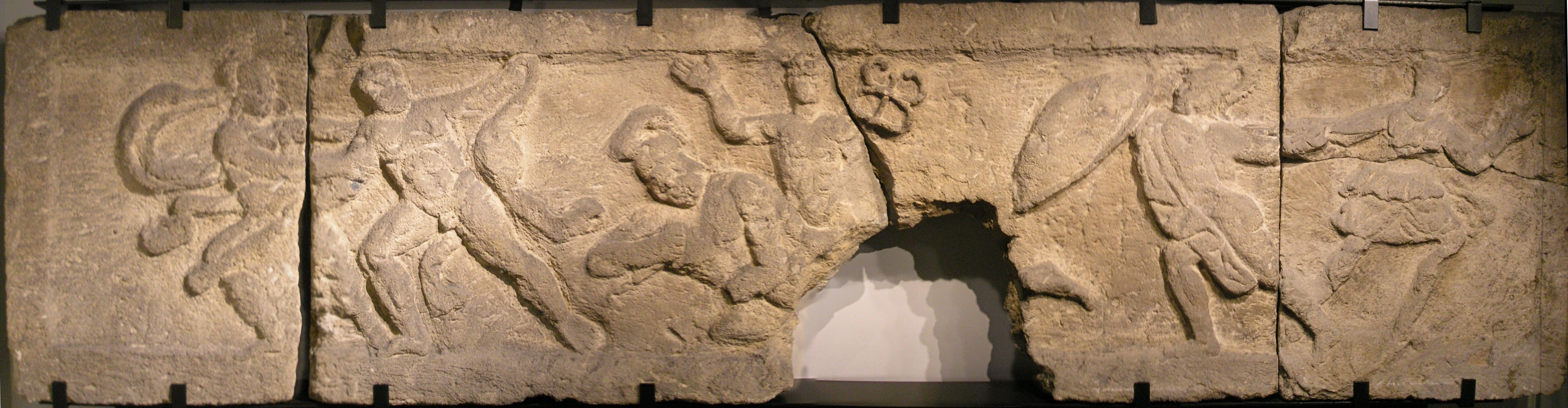
El relieve de Cygnus quizá formó parte de un edificio público mayor

El diseño de un campamento romano (castra) estaba normalmente estandarizado. Esto ayudó a los arqueólogos a reconstruir el campamento tal como debió de haber sido, a pesar de las obras que han tenido lugar en Viena a lo largo de los siglos. Se puede identificar el contorno básico del campamento, que estaba rodeado por un muro sólido con torres y tres fosos (hoy el Tiefer Graben, Naglergasse, Graben, y Rotenturmstraße). A lo largo de estos ejes, las carreteras principales conectaron las puertas entre sí. Los edificios principales eran el pretorio, el palacio del legado, las casas de los tribunos, y las termas. A los lados de estas construcciones se disponían los barracones de los soldados y de los centuriones, un valetudinarium u hospital, talleres, graneros y establos.[cita requerida]

## En la cultura popular
- En la película estadounidense Gladiador (2000), Máximo (Russell Crowe) lucha en la batalla de Vindobona bajo el mando de Marco Aurelio (Richard Harris).[10][11] Vindobona se menciona dos veces. En una, el criado del personaje principal, Cicerón, intentando conseguir la atención de Lucilla, dice, "¡serví a vuestro padre en Vindobona!"[12] En la otra, el personaje principal pregunta si alguien en su grupo de gladiadores ha servido en el ejército, al cual un luchador anónimo responde, "serví a tus órdenes en Vindobona".

- La novela histórica Votan del escritor galés John James empieza en "Vindabonum" e imagina la vida allí en el siglo II d. C.

## Bibliografía

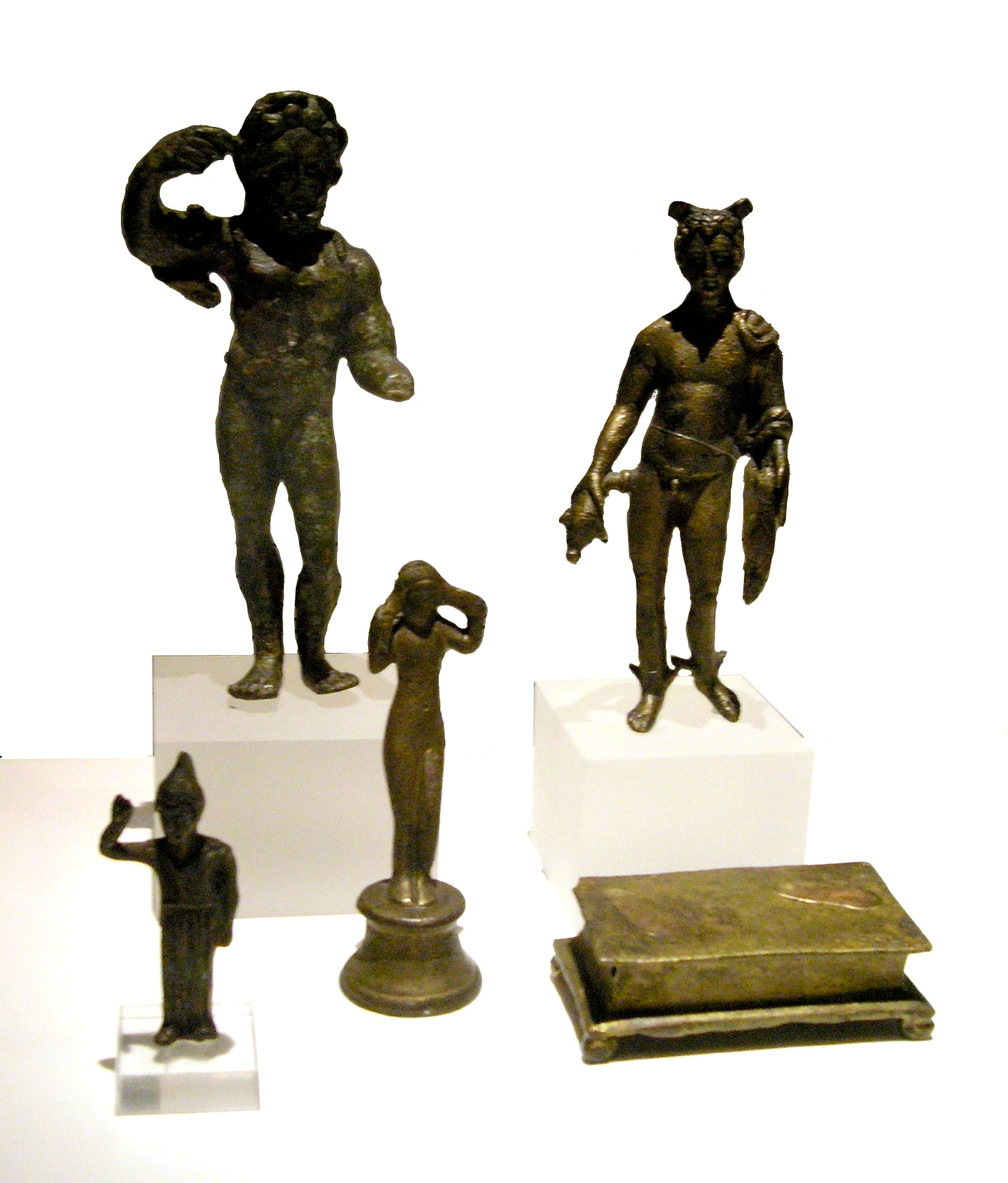
Estatuillas de dioses en bronce